# Nicholas Lyndhurst
Nicholas Lyndhurst (Emsworth, Hampshire, Engeland, 20 april 1961) is een Engels acteur. Jarenlang speelde hij de rol van Rodney Trotter in de comedyserie Only Fools and Horses, en werd bekend als Ashley in The Two of Us in Nederland beter bekend als Vrienden voor het Leven. Hij speelde Gary Sparrow in Goodnight Sweetheart. Sinds 2007 is hij te zien als Jimmy Venables in de comedyserie After You've Gone, in Nederland uitgezonden door Comedy Central.
Lyndhurst debuteerde in 1973 met een bijrolletje in het historisch drama Bequest to the Nation. Ook is hij te zien in commercials en in het theater.
Sinds oktober 2023 speelt hij de rol van Alan Cornwall in de reboot van de comedy serie Frasier. 

## Privé-leven
Lyndhurst is geboren uit een affaire die zijn moeder had met een getrouwde man. Hij gaf in het verleden toe erg bang te zijn om te trouwen, aangezien zijn vader zijn moeder slecht behandelde. Op 1 september 1999 gaf hij toch zijn ja-woord aan Lucy Smith. Uit het huwelijk werd één zoon, Archie, geboren in 2000. Archie overleed aan de gevolgen van acute lymfatische leukemie in 2020.
Hij leidt een teruggetrokken bestaan in Sussex; hij bezoekt nooit feestjes of andere showbizz-gebeurtenissen. Hij houdt zich liever bezig met diepzeeduiken, surfen en vliegtuigen. Lyndhurst is een gepassioneerd imker.

## Filmografie
- Bequest to the Nation (1973) - Neergeschoten jongen (Niet op aftiteling)
- Heidi (Televisiefilm, 1974) - Peter
- Anne of Avonlea (Mini-serie, 1975) - Davy Keith
- The Prince and the Pauper (Televisiefilm, 1976) - Tom Canty/Prins Edward
- Peter Pan (Televisiefilm, 1976) - Tootles
- Going Straight Televisieserie - Raymond Fletcher (Afl., Going Home, 1978|Going to Be Alright, 1978|Going Sour, 1978|Going, Going, Gone, 1978|Going Off the Rails, 1978)
- The Tomorrow People Televisieserie - Karl Brandt (Afl., Hitler's Last Secret: Part 1 & 2, 1978)
- BBC2 Play of the Week Televisieserie - Brian Grant (Afl., Fairies, 1978)
- Father's Day (Televisiefilm, 1979) - Philip
- To Serve Them All Of My Days Televisieserie - Dobson (Part 1 t/m 3, 5, 1980)
- Spearhead Televisieserie - Soldaat Wilson (Afl. onbekend, 1981)
- Play for Today Televisieserie - Jonge politieman (Afl., A Mother Like Him, 1982)
- Michael Barrymore Televisieserie - Rol onbekend (1983)
- It'll All Be Over in Half an Hour Televisieserie - Verschillende rollen (Episode 1.1 t/m 1.3, 1983)
- Butterflies Televisieserie - Adam Parkinson (23 afl., 1978-1983)
- Bullshot (1983) - Nobby Clark
- Round and Round Televisieserie - Patrick (6 afl., 1984)
- The Lenny Henry Show Televisieserie - Rol onbekend (Episode 1.1, 1984|Episode 1.3, 1984|Episode 2.6, 1985)
- The Two of Us Televisieserie - Ashley Phillips (32 afl., 1986-1990)
- Sky Bandits (1986) - Chalky
- The Piglet Files Televisieserie - Peter Chapman (Afl., A Question of Intelligence, 1990|The Beagle Has Landed, 1990|Now You See It, 1990|A Private Member's Bill, 1990|Sex, Spies and Videotape, 1992)
- Stalag Luft (Televisiefilm, 1993) - Chump Cosgrove
- Gulliver's Travels (Televisiefilm, 1996) - Clustril
- Goodnight Sweetheart Televisieserie - Gary Sparrow (58 afl., 1993-1999)
- David Copperfield (Televisiefilm, 1999) - Uriah Heep
- Butterflies Reunion Special (Televisiefilm, 2000) - Adam Parkinson
- Thin Ice (Televisiefilm, 2000) - Graham Moss
- Murder in Mind Televisieserie - Alan Willis (Afl., Landlord, 2003)
- Only Fools and Horses Televisieserie - Rodney Trotter (65 afl., 1981-1991, 1992, 1993, 1996, 2001, 2002, 2003)
- Lassie (Televisiefilm, 2005) - Buckle
- The Children's Party at the Palace (Televisiefilm, 2006) - Chauffeur van Cruella de Vil (101 Dalmatiërs)
- After You've Gone Televisieserie - Jimmy Venables (16 afl., 2007)
- New Tricks (TV serie seizoen 10,11 en 12, 2012 t/m 2015) - Dan Griffin
- Frasier (TV serie seizoen 1, 2023)  - Professor Alan Cornwall

- Gemeinsame Normdatei: 1247579093
- International Standard Name Identifier: 0000 0000 5222 5245
- Library of Congress Control Number: nb99156935
- MusicBrainz: 35d88352-ae42-43a9-90d1-77122769434e
- Nationale Bibliotheek van Tsjechië: xx0183173
- Nationale Bibliotheek van Israël: 987012384852505171
- Virtual International Authority File: 6892518
- WorldCat: E39PBJxcRJJq3kGRjmPb67dJDq